# Paradiso perduto (Penderecki)

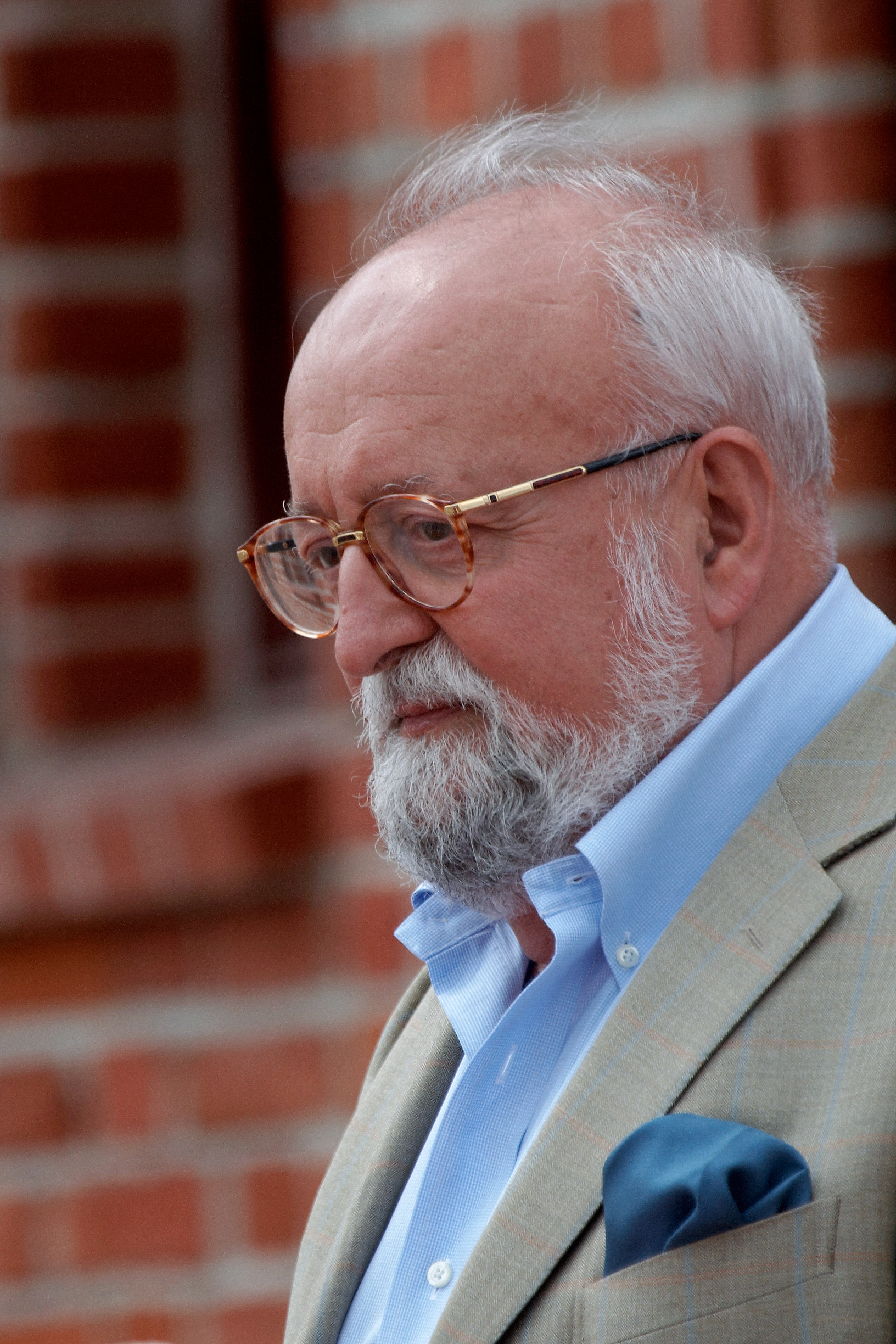
Krzysztof Eugeniusz Penderecki, Danzica 2008

Paradiso perduto è un'opera in due atti del compositore polacco Krzysztof Penderecki su di un libretto di  Christopher Fry.

## L'opera
L'opera è tratta dal poema epico di Milton Paradiso perduto. Penderecki definì il lavoro come una sacra rappresentazione piuttosto che un'opera. Egli scrisse l'opera, nel 1976, su commissione per le celebrazioni del bicentennario degli Stati Uniti d'America. La prima esecuzione avvenne il 29 novembre 1978, al Lyric Opera of Chicago, sotto la direzione di Bruno Bartoletti.  Lo stesso allestimento fu dato al Teatro alla Scala di Milano nel 1979.
L'opera è ambientata in paradiso, nell'inferno e sulla terra all'epoca della creazione ed è suddivisa in 42 scene.